# Otočje Solentiname
Otočje Solentiname je arhipelag na južnom kraju jezera Nicaragua u okrugu Río San Juan u Nikaragvi. Otočje Solentiname je jedno od 78 zaštićenih područja Nikaragvi.

## Etimologija
Nije posve jasno što ime otočja znači. Neki smatraju da je to od riječi iz jezika nahuatl koja znači "skupina prepelica", a drugi kažu da dolazi od nahuatl riječi Celentinametl, što znači "mjesto brojnih gostiju". Potonje mišljenje nalazimo u većini izvora.

## Geografija
Sastoji se od 32 manja i četiri veća otoka: Mancarroncito, Mancarrón (najveći), San Fernando i La Venada. Najviša točka otoka se nalazi na Mancarrónu, 257 m iznad razine mora.

## Povijest
Ovdje se nalazi povijesna župa svećenika i pjesnika Ernesta Cardenala. Otac Cardenal stigao je na otoke 1966. godine i poznat je po tome što je ranih 1970-ih osnovao komunalno društvo za umjetnike koje postoji do danas. Zajednica je razvila vlastiti pokret naivne umjetnosti temeljen na postojećim narodnim oblicima i uz pomoć slikara Rógera Péreza de la Rocha. Postoji mala umjetnička galerija u kojoj obrtnici i slikari izlažu svoje radove: ptice, mobile s lokalnom faunom izrezbarenom od drveta balse, kao i vrlo tražene šarene primitivističke slike Solentiname, uglavnom inspirirane bogatim divljim i biljnim vrstama otoka.

## Flora i fauna
Otočje Solentiname je tropsko u svakom smislu. Prekriveno je tropskim vrstama drveća, na prijelazu između vlažnih i suhih tropskih područja, i dom su raznim šarenim vrstama ptica, uključujući razne vrste papiga i tukana; ima ih ukupno 76 vrsta. Vode oko otoka sadrže obilje ribe. Postoji oko 46 vrsta, uključujući tarpone, slatkovodne morske pse, pilašice i iglune. Otok La Venada poznat je po jelenima, a po njima je i dobio ime (La Venada na španjolskom znači "Srna").

## Klima
Godišnja količina oborina na otocima iznosi između 1 400 i 1 800 mm, a većina od toga pada u razdoblju između svibnja i prosinca. Srednja godišnja temperatura iznosi 26 °C. Solentiname je u zadnje vrijeme značajno mjesto ekoturizma. Na otocima postoje tri hotela.

## Turizam i gospodarstvo
Mir i šarenilo otoka vjerojatno su ono što je privuklo umjetnike na njihove obale. Slikari i drvorezbari dijele otoke s težacima i ribarima. Stanovništvo arhipelaga je manje od 1000, a površina mu je oko 38 km2. Moderni sadržaji, uključujući struju i tekuću vodu, prilično su rijetki na otocima.
Otočje posljednjih godina razvija ekoturizam, iako su trenutno još uvijek slabo poznata destinacija. Postoje tri hotela na otocima, od kojih su dva nova.
Tu su i važna arheološka nalazišta (uključujući petroglife na San Fernandu sa slikama papiga, majmuna i ljudi), utočište za divlje životinje Los Guatuzos, 400 km2 močvare paralelna s obalom jezera, dom i majmunima i aligatorima, i Nacionalni spomenik Solentiname, koji se sastoji od samih otoka i obala jezera oko njih.

## Otočje u popularnoj kulturi
Dijelovi priče "Apocalipsis de Solentiname" Julia Cortázara smješteni su na otočju Solentiname. Priča prikazuje Ernesta Cardenala kao lika, kao i malu umjetničku galeriju zajednice.

## Vanjske poveznice
- Slideshow of Solentiname paintings (engl.)